# Sergio Garavini
Andrea Sergio Garavini (Torino, 18 maggio 1926 – Roma, 7 settembre 2001) è stato un sindacalista e politico italiano, deputato alla Camera dal 1987 al 1996 e segretario del Partito della Rifondazione Comunista.

## Biografia
Figlio di Ida Rina Ferraris e del noto industriale torinese Eusebio, fondatore della Diatto-Garavini e della Carrozzeria Garavini, Sergio frequentò il liceo Vincenzo Gioberti, per poi accedere alla facoltà di ingegneria del Politecnico di Torino. Dopo la morte del padre, interruppe gli studi universitari e, nel 1948, decise di lasciare la conduzione dell'azienda di famiglia al fratello Aldo e di abbracciare la carriera politica, iscrivendosi al Partito Comunista Italiano e alla CGIL. Nello stesso anno si sposò con Maria Teresa detta "Sesa", sorella del dirigente comunista Antonio Tatò.
In seguito alla sconfitta della CGIL nelle elezioni sindacali alla FIAT del 1955, non ancora trentenne fu nominato segretario provinciale della FIOM. Venne eletto consigliere comunale del capoluogo piemontese nelle liste comuniste e poi, dopo essere entrato nel sindacato, divenne in breve tempo segretario regionale della CGIL, segretario dei tessili, segretario dei metalmeccanici (FIOM) e segretario confederale.
In campo sindacale, egli chiese ed ottenne la contrattazione articolata sulle qualifiche e sull'organizzazione del lavoro. Puntò inoltre alla costruzione del sindacato dei consigli e di nuove piattaforme sociali, quali ad esempio l'egualitarismo, la salute in fabbrica, il controllo dei ritmi, che divennero i protagonisti della stagione di rivolta operaia degli anni sessanta, in particolare nel biennio 1968-1969.
Nel conflitto interno al sindacato tra le posizioni estremiste di Fausto Bertinotti (del quale in CGIL si diceva che "non ha mai firmato un contratto") e quelle di Sergio Cofferati (incline al dialogo e alla concertazione) egli promosse sempre la centralità della contrattazione e l'autonomia sindacale basata su una reale democrazia sindacale, promuovendo idee nuove quali lo sciopero a singhiozzo e la consultazione permanente: da segretario nazionale della FIOM - CGIL, nel 1988 lanciò il primo referendum nazionale sindacale, mai visto prima in Italia, che pretese vincolante per decidere la firma o meno della CGIL al nuovo contratto collettivo dei metalmeccanici.
Favorevole ad uno sganciamento del PCI dall'Unione Sovietica, fu l'unico membro del comitato federale del PCI di Torino a votare, nel 1956, contro l'appoggio del PCI all'intervento militare sovietico in Ungheria. Garavini sostenne Rossana Rossanda durante la scissione del gruppo de il manifesto, ma non volle mai abbandonare il suo partito. La sua battaglia principale negli anni settanta ed ottanta, politica e sindacale insieme, fu quella di criticare la "svolta dell'Eur" e di agire contro la liquidazione della scala mobile. Egli divenne per la prima volta deputato nel giugno del 1987, per poi essere confermato cinque anni più tardi. Dal 1989 al 1992 fu "ministro" di infrastrutture e trasporti del governo ombra del PCI.

## Dopo La Bolognina
Non aderì alla cosiddetta "svolta della Bolognina" di Achille Occhetto e non partecipò al progetto PDS. Insieme ad Armando Cossutta, Rino Serri, Nichi Vendola, Lucio Libertini e altri fondò il 15 dicembre 1991 il Partito della Rifondazione Comunista, di cui fu il primo segretario nazionale.
Alle elezioni politiche del 1992 il PRC ottenne il 5,6% dei voti alla Camera (con 35 seggi) e il 6,5% dei consensi al Senato (e 20 seggi).
Rimase segretario fino al 27 giugno 1993, giorno in cui fu costretto alle dimissioni per protestare contro la gestione del partito da parte di Armando Cossutta, che si alleò con Lucio Magri per eleggere, al suo posto, Fausto Bertinotti, il quale accettò. 
Nel 1995 Garavini, che in quel momento era deputato, votò insieme ad altri 12, tra cui Nichi Vendola, la fiducia al governo Dini, sostenuto dalla coalizione di centro-sinistra per impedire il ritorno al governo di Silvio Berlusconi, dopo che la Lega Nord era uscita dalla maggioranza di centro-destra. Garavini si contrappose alla volontà di Cossutta e Bertinotti, contrari al governo Dini, e uscì dal partito.
Dal 1995 Garavini partecipò al dibattito politico come presidente dell'associazione nazionale "Per la sinistra".
Sergio Garavini scrisse numerose opere di carattere politico, storico e sindacale. La sua ultima opera è Ripensare l'illusione. Una prospettiva dalla fine del secolo del 1993. In precedenza aveva scritto: Gli anni duri della Fiat (1982) e Le ragioni di un comunista. Scritti e riflessioni sullo scioglimento del PCI e sulla nascita di una nuova forza comunista in Italia (1991).